# ゲリー・ネイワンド
ゲリー＝マルコム・ネイワンド（Gary Malcom Neiwand、1966年9月4日 - ）は、オーストラリア・メルボルン出身の元自転車競技選手。
1988年開催のソウルオリンピック・スプリント種目において銅メダルを獲得。また1992年開催のバルセロナオリンピックでも、スプリントで銀メダルを獲得した。
1993年、ノルウェーのハマールで開催された世界自転車選手権は、プロ・アマ統一種目元年の大会となったが、プロ短距離界では当時第一人者であったドイツのミカエル・ヒュープナーを破り、またケイリンでは、日本の吉岡稔真の逃げをゴール寸前捉え、見事二冠を制した。この他、世界選手権では1996年にチームスプリントの一員として優勝に貢献している。2000年、自国開催となったシドニーオリンピックでは、チームスプリント（当時の名称はオリンピックスプリント）で銅、ケイリンでは銀メダルを獲得。この大会を最後に第一線の舞台からは退いたが、2年後、マスターズのレースに出場した。
現役当時は体全身を使った豪快なフォームで他を圧倒する走りを見せつける形のレースが多かった。コモンウェルスゲームズのスプリントでは、1990年、1994年において2連覇を達成している。また国際競輪には1994年から1997年まで参加。通算成績は54戦18勝、優勝6回の実績を挙げた。
2006年8月29日、元恋人に対するストーカー行為により、懲役18か月の判決を受けた。